# Consonante labiodentale
In fonetica articolatoria, una consonante labiodentale è una consonante, classificata secondo il proprio luogo di articolazione. Essa viene articolata unendo o anche solo avvicinando il labbro inferiore e gli incisivi superiori, in modo che l'aria, costretta dall'ostacolo, produca un rumore nella sua fuoriuscita.

## Le consonanti
A seconda del loro modo di articolazione, si distinguono consonanti nasali, affricate, vibranti e monovibranti, fricative e approssimanti. Si noti che in questo luogo di articolazione non è possibile produrre una consonante occlusiva, poiché l'aria passa comunque negli interstizi tra i denti, e che sono impossibili anche articolazioni laterali o laterali fricative di queste consonanti.
L'alfabeto fonetico internazionale elenca le seguenti consonanti labiodentali:
- [ɱ] Nasale labiodentale
- [ɱ̊] Nasale labiodentale sorda
- [p̪] Occlusiva labiodentale sorda
- [b̪] Occlusiva labiodentale sonora
- [f] Fricativa labiodentale sorda
- [v] Fricativa labiodentale sonora
- [ѵ] Monovibrante labiodentale
- [ʋ] Approssimante labiodentale
- [p̪f] Affricata labiodentale sorda
- [b̪v] Affricata labiodentale sonora
- [fʼ] Eiettiva labiodentale fricativa